# Otto Rienhoff

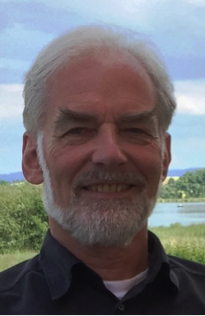
Otto Rienhoff

Otto Rienhoff (* 9. November 1949 in Dortmund) ist ein deutscher Medizininformatiker.

## Leben
Nach dem Medizinischen Staatsexamen und der Promotion an der Universität Münster (1972–1974) (Famulaturen u. a. an der Mayo-Clinic und im Johns Hopkins Hospital; Medizinalassistent in Kinderklinik, Chirurgie und Kardiologie an der Medizinischen Hochschule Hannover) war er von 1985 bis 1994 C4-Professor für Medizininformatik an der Universität Marburg. Seit 1995 war er C4-Professor für Medizininformatik an der Universität Göttingen.